# Plzeňská filharmonie
Plzeňská filharmonie, dříve Plzeňský rozhlasový orchestr, je symfonický orchestr se sídlem v Plzni založený v roce 1919.

## Předchůdci a doba první republiky
Historie předchůdců Plzeňské filharmonie sahají hluboko do 19. století. V roce 1865 se začaly objevovat snahy o ustavení prvního stálého symfonického orchestru v Plzni. Ale až roku 1882, kdy byl z popudu Hynka Pally založen Filharmonický spolek plzeňský, vznikl symfonický orchestr trvalejší povahy čítající přibližně 46 hudebníků. Město Plzeň však počtem obyvatel ani kulturní vyspělostí nestačilo na provoz tak velkého orchestrálního tělesa a tak v roce 1896 Filharmonický spolek zanikl.
Koncem roku 1919 byl na popud Hudebního odboru  plzeňské lidově osvětové instituce Osvětový svaz ustaven stálý symfonický orchestr s názvem Symfonický orchestr osvětového svazu, který se představil veřejnosti prvním koncertem v Měšťanské besedě 17. března 1920. V roce 1934 se název tělesa změnil na Plzeňskou filharmonii. Soubor měl tehdy 70 členů z řad profesionálů i amatérů-hudebníků a pořádal v Plzni každoročně 5–8 koncertů (např. ihned po osvobození Plzně v květnu 1945 uspořádal slavnostní koncert se Smetanovou Mou vlastí). Orchestr existoval (v pozdějších letech pod názvem Orchestrální a pěvecké sdružení západočeských učitelů) až do konce 60. let 20. století, kdy postupně zanikl.

## Poválečný vývoj
Necelý rok po vzniku plzeňské rozhlasové stanice byl v únoru 1946 z podnětu tehdejšího redaktora Dr. Antonína Špeldy ustaven 32členný orchestr. Dostal název Plzeňský rozhlasový orchestr. Orchestr denně zkoušel a „naživo“ vysílal. Veřejnosti se poprvé představil už 16. dubna téhož roku se skladbami Antonína Dvořáka a Vítězslava Nováka pod taktovkou svého prvního dirigenta Gabriela Vágnera.
Za jeho nástupce, tehdy mladého dirigenta Josefa Hrnčíře, došlo k rozšíření tělesa, a tedy i jeho interpretačních možností. Na podzim roku 1951 se stal šéfdirigentem orchestru zkušený Antonín Devátý. V nové rozhlasové budově byly produkce tělesa už zaznamenávány na magnetofonový pás, veřejná vystoupení získala pravidelnost abonentním cyklem a koncertní činnost se rozšířila na různá města západních a jižních Čech. Tehdy také začal orchestr pořádat výchovné koncerty pro mládež, které s přestávkami a v různých obměnách uskutečňuje dodnes.
Ke spolupráci byli zváni přední instrumentalisté (např. František Maxián, František Rauch, Josef Páleníček, Alexandr Večtomov, Zuzana Růžičková), pěvci (Maria Tauberová, Marie Podvalová, Beno Blachut) i dirigenti (Alois Klíma, Jiří Stárek, Ivo Jirásek, František Stupka). Později pak hostovali u dirigentského pultu orchestru zahraniční hosté Charles Mackerras, Serge Baudo, Aram Chačaturjan, a koncertní umělci jako Mstislav Rostropovič, Igor Oistrach, Leonid Kogan, Igor Bezrodnyj, Michael Ponti a další.

## Zlatá éra
Roku 1958 nastoupil jako druhý dirigent Josef Blacký (1920–2003), jenž se stal nejdéle působícím dirigentem v orchestru, působil zde do roku 1980. Po odchodu Antonína Devátého do důchodu (1963) se stal šéfdirigentem Martin Turnovský. Čtyři roky jeho vedení byly „zlatým věkem“ v historii Plzeňského rozhlasového orchestru. Při zachování veškerých aktivit tělesa pozvedl jeho uměleckou úroveň natolik, že byl považován za rovnocenného partnera Symfonického orchestru Čs. rozhlasu v Praze. Dramaturgii tohoto velkého tělesa doplňoval nahrávkami hudby barokní, klasické a soudobou hudbou odpovídající menšímu orchestrálnímu obsazení. Vznikaly exkluzivní snímky skladeb starých mistrů (Jana Křtitele Nerudy, Antonína a Pavla Vranických, Karla Kohouta, Giovanniho Paisiella, Floriana Leopolda Gassmanna aj.) a také premiéry současných skladatelů (Jaromíra Bažanta, Karla Pexidra, Jiřího Temla, Jaroslava Krčka, Otomara Kvěcha, Václava Trojana aj.) I Turnovského koncerty měly výbornou úroveň, v jeho době orchestr často spolupracoval s Ivanem Moravcem, významnými hosty tu byli violoncellista André Navarra, hráč na trubku Adolf Scherbaum, dále například Antonín Kubálek či Věra Soukupová. Jako dirigent se tu prezentoval Libor Pešek.

## 70. léta 20. století
Stabilizovaný orchestr měl po odchodu Martina Turnovského opět štěstí, počátkem roku 1968 získal jako šéfdirigenta Bohumíra Lišku, který měl za sebou vynikající dvanáctileté vedení plzeňské opery, součásti Divadla Josefa Kajetána Tyla. Za jeho éry se orchestr prezentoval na koncertním pódiu velkými vokálně symfonickými díly, např. nezapomenutelným Prokofjevovým Ivanem Hrozným, Janáčkovou Glagolskou mší nebo Verdiho Requiem apod.
Na jaře 1968 vyjel Plzeňský rozhlasový orchestr poprvé do zahraničí. Se švýcarským dirigentem Antoine de Bavierem koncertoval v Norimberku a několika italských městech. O dva roky později byl orchestr v Itálii a dále ve Francii a Španělsku. Třetí zahraniční turné se uskutečnilo v roce 1974, v řadě italských měst a v rakouském Innsbrucku se těleso výrazně prezentovalo provedením Stabat Mater Antonína Dvořáka a Matoušových pašijí J. S. Bacha. Na další výjezd do zahraničí pak orchestr čekal plných deset let.

## Nová doba
V září 1981 vystřídal v šéfovské funkci dirigenta Lišku Vít Micka a po listopadu 1989 jej nahradil Jiří Malát, který už několik let předtím pracoval s orchestrem jako druhý dirigent. Jiří Malát z Plzně brzy odešel a na roční smlouvu nastoupil ruský dirigent Vladimír Norets. V dubnu 1993 byl orchestr z Českého rozhlasu propuštěn. Díky hrstce členů Plzeňského rozhlasového orchestru, kteří zabránili hrozícímu zániku tělesa, se orchestr probíjel už s novým šéfem, mladým dirigentem Alexandrem Apolínem, jako společnost s ručením omezeným. Od ledna 1996 byl pak zařazen s rozšířeným názvem Plzeňský rozhlasový orchestr – symfonický orchestr města Plzně pod městskou příspěvkovou organizaci Esprit.
Poslední změnou, jež se týkala názvu a způsobu financování, prošlo těleso v první polovině roku 1998. Jako obecně prospěšná společnost se Plzeňský rozhlasový orchestr dnes jmenuje Plzeňská filharmonie.
Šéfdirigentem filharmonie je od sezóny 2021/2022 Chuhei Iwasaki. Od roku 2013 je Plzeňská filharmonie pořadatelem festivalu Smetanovské dny a od roku 2021 i pořadatelem Kruhu přátel hudby.